# Isognathus excelsior
Isognathus excelsior là một loài bướm đêm thuộc họ Sphingidae. Loài này thường được tìm thấy ở Colombia, Venezuela và Ecuador tới tây bắc Brasil. Khả năng sinh sản của loài này có thể đạt nhiều thế hệ mỗi năm. Ấu trùng có thể ăn các loài thực vật Apocynaceae.

## Chú thích

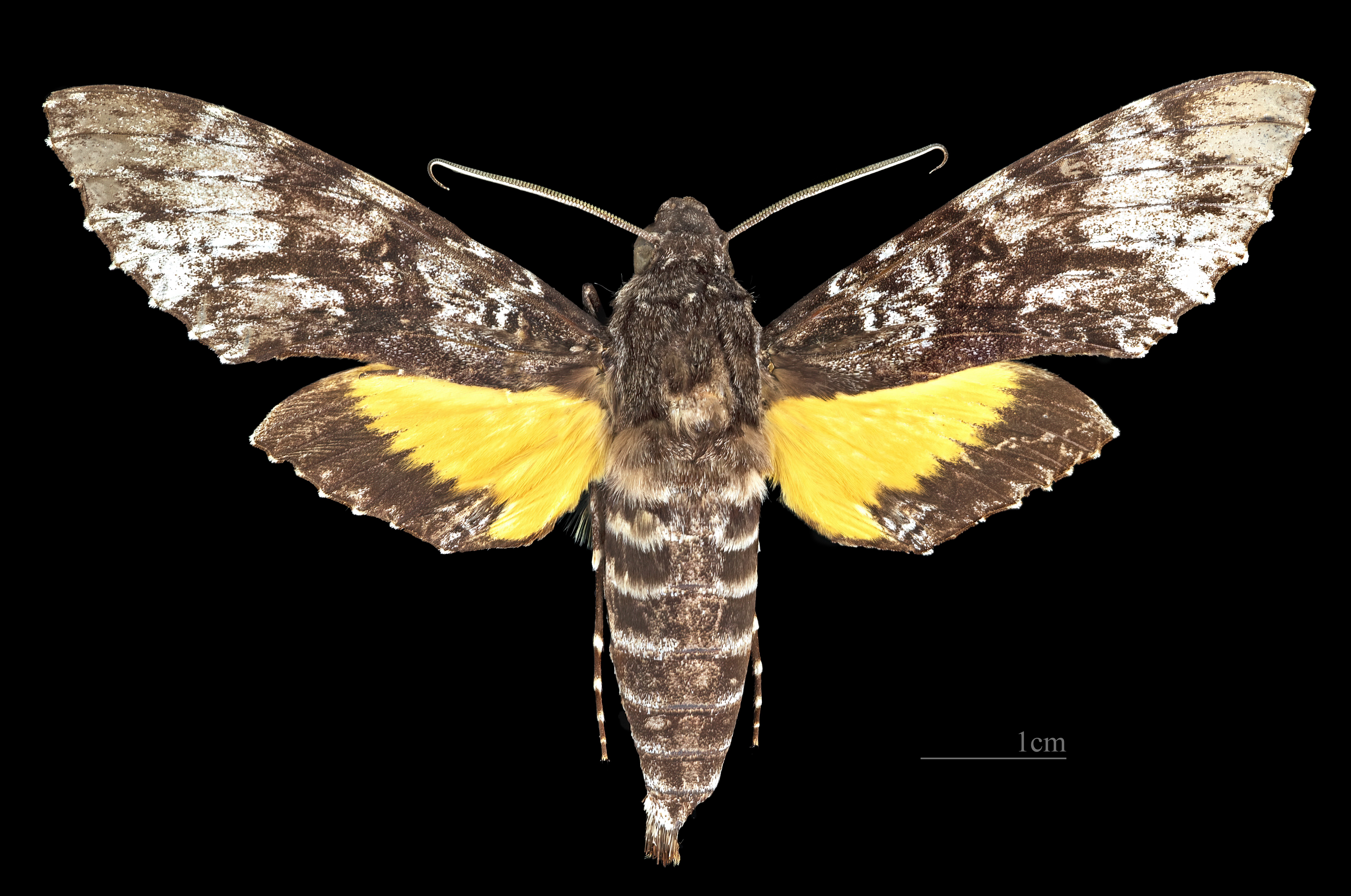
Isognathus excelsior ♂
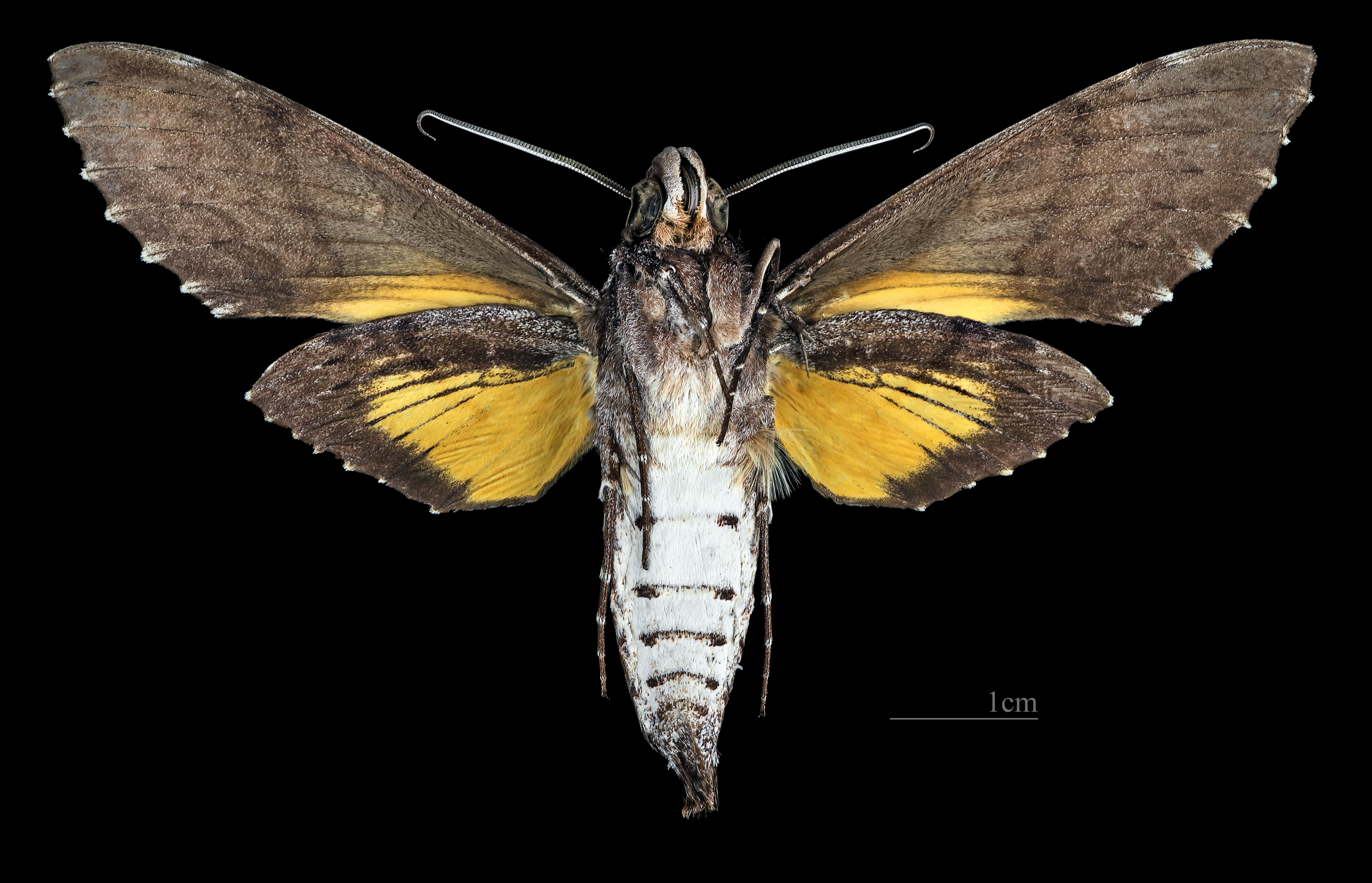
Isognathus excelsior ♂ △
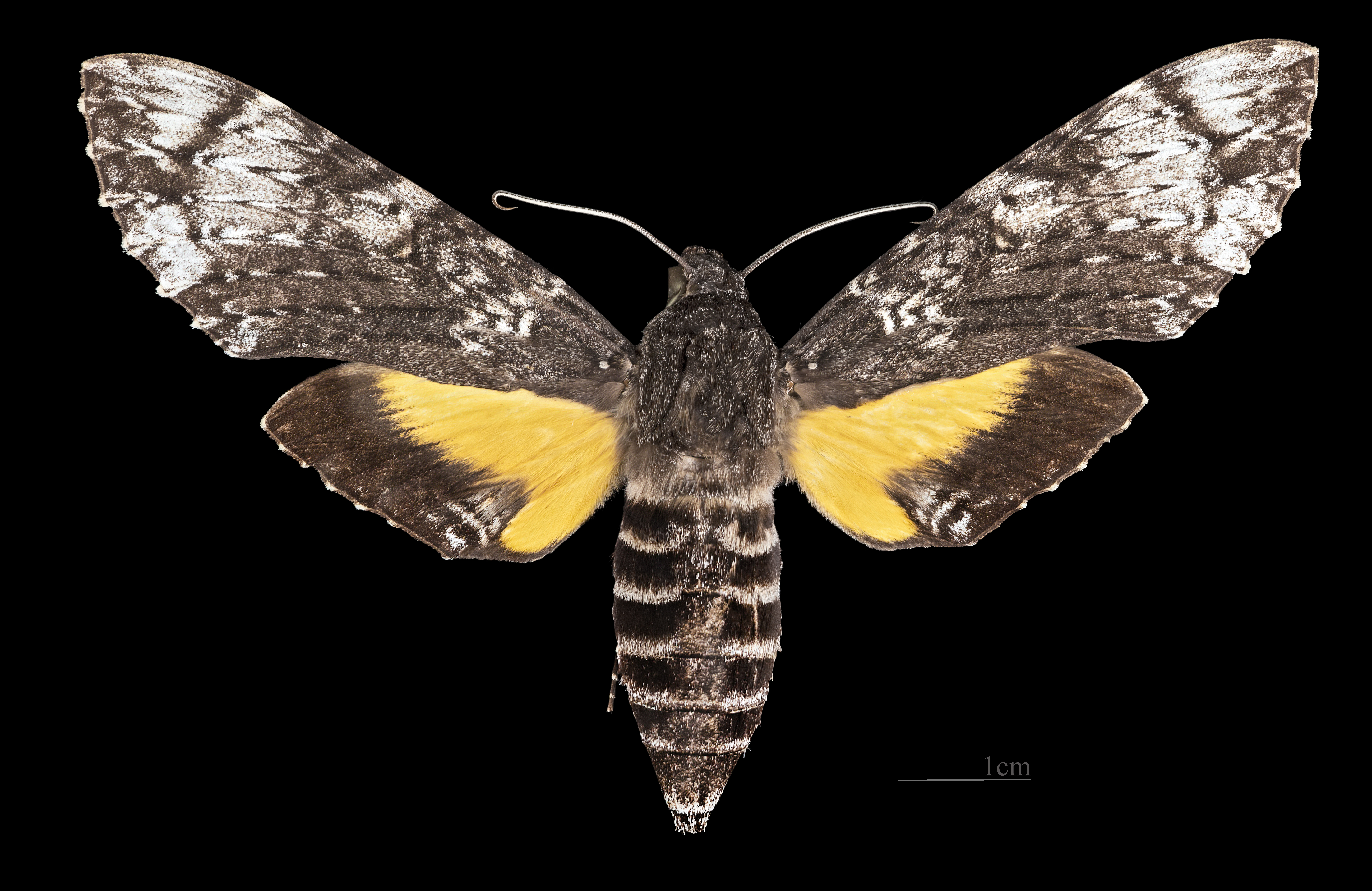
Isognathus excelsior ♀
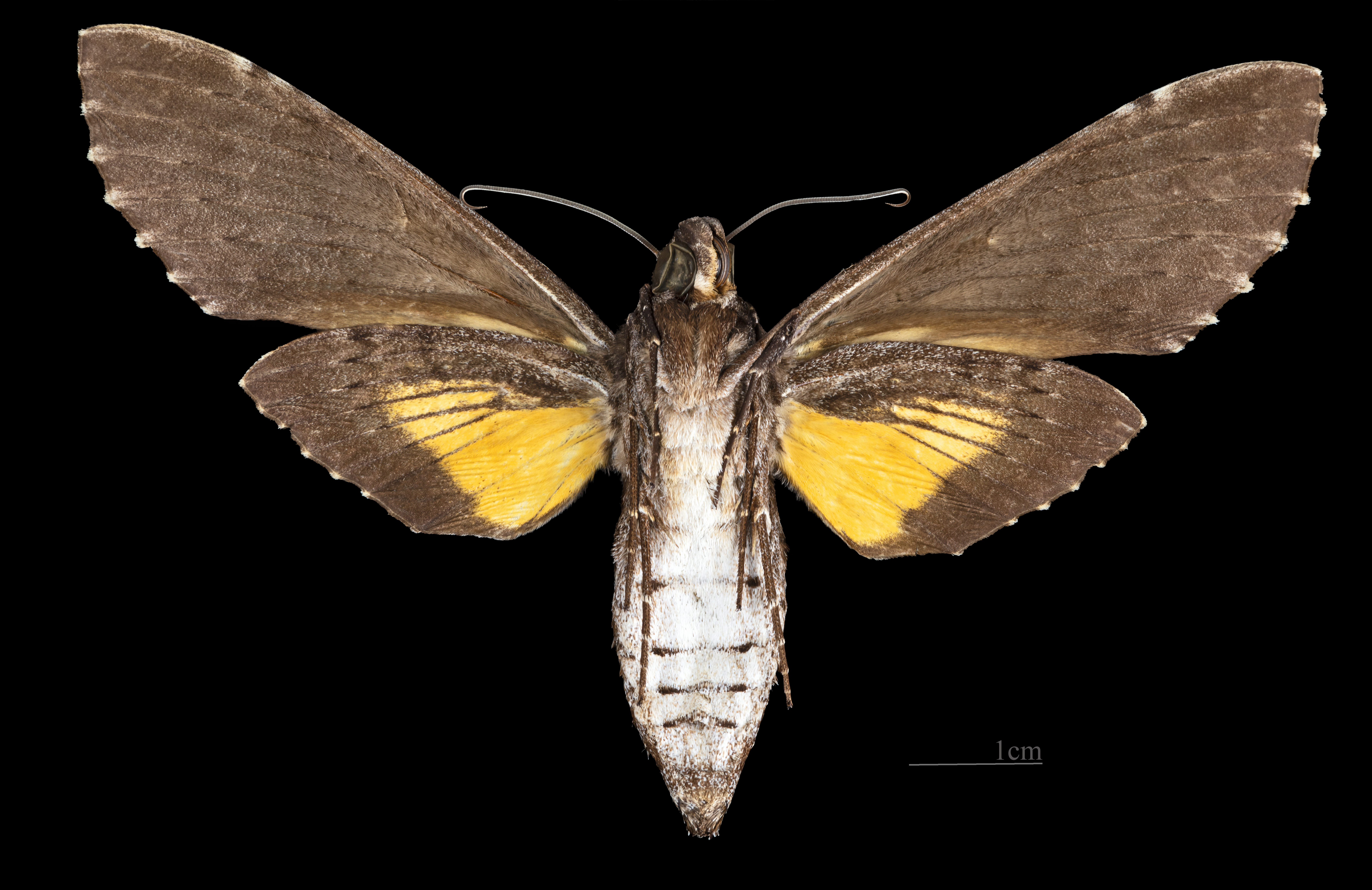
Isognathus excelsior ♀ △